# Сан-Суси (станция метро)
«Сан-Суси́» (фр. Sans-Souci) — станция линии D Лионского метрополитена.

## Расположение
Станция находится на границе 3-го и 8-го округов Лиона. Платформа станции расположена под проспектом Альбер Тома (фр. cours Albert Thomas) в районе его пересечения с улицей Тюилье (фр. rue des Tuiliers). Вход на станцию производится с проспекта Альбер Тома.

## Особенности
Станция открыта 9 сентября 1991 года в составе первой очереди линии D от станции Горж де Лу до станции Гранж Бланш. Состоит из двух путей и двух боковых платформ. Пассажиропоток в 2006 году составил 419 482 чел./мес.
Над входом с улицы по проекту архитекторов Франсуаз-Элен Журды (фр. Françoise-Hélène Jourda) и Жиля Перродена (фр. Gilles Perraudin) сделан навес необычной формы.

## Происхождение названия
Станция названа по своему расположению в лионском квартале Сан-Суси. В начале XIX века некий барон Анри де Турнель (фр. Henry des Tournelles) был крупным землевладельцем в этой местности. В 1828 году он нарезал имевшиеся у него земли примерно на 400 участков и выставил их на продажу. Чтобы улучшить и ускорить продажи, барон дал своим проектам притягательные названия: «Местность Беззаботности» (Сан-Суси; фр.  Campagnes de Sans-Souci) и «Деревня Моего Удовольствия» (Монплезир; фр. Village de Monplaisir) — эти названия до сих пор сохранились в именах лионских кварталов.

## Достопримечательности
- Проспект Альбер Тома[фр.]
- Форт Монлюк[фр.] (1831) — крепостное укрепление

## Наземный транспорт
Со станции существует пересадка на следующие виды транспорта:

  — автобус